# HD130158
HD130158 — хімічно пекулярна зоря спектрального класу B9, що має видиму зоряну величину в смузі V приблизно 5,6.
Вона  розташована на відстані близько 613,1 світлових років від Сонця.

## Фізичні характеристики
Зоря HD130158 обертається 
досить швидко 
навколо своєї осі. Проєкція її екваторіальної швидкості на промінь зору становить Vsin(i)= 65км/сек.

## Пекулярний хімічний склад
Зоряна атмосфера HD130158 має підвищений вміст 
Si
.

## Магнітне поле
Спектр даної зорі вказує на наявність магнітного поля у її зоряній атмосфері.
Напруженість повздовжної компоненти поля оціненої з аналізу
крил ліній Бальмера
становить 350,0± 270,0 Гаус.